# Lee Neuwirth
Lee Paul Neuwirth (* 1933) ist ein US-amerikanischer Mathematiker.
Neuwirth studierte zunächst Chemieingenieurwesen an der Princeton University (Bachelor 1955), erwarb einen Master-Abschluss in Angewandter Mathematik an der Columbia University und wurde 1959 an der Princeton University bei Ralph Fox in Mathematik promoviert (knot groups). Thema der Dissertation war Knotentheorie, worüber er auch später veröffentlichte.
Neuwirth war 1965 bis 1977 stellvertretender Direktor und später acht Jahre Direktor an der Communications Research Division des Institute for Defense Analyses in Princeton. Er blieb dort bis zu seinem Ruhestand 1999. Er erhielt den Exceptional Career Service Award der National Security Agency.
Er ist der Vater der Schauspielerin Bebe Neuwirth (* 1958).

## Schriften
- Knot Groups (= Annals of Mathematics Studies. 56). Princeton University Press, Princeton NJ 1965.
- als Herausgeber: Knots, Groups, and 3-Manifolds. Papers Dedicated to the Memory of R. H. Fox (= Annals of Mathematical Studies. 84). Princeton University Press u. a., Princeton NJ 1975, ISBN 0-691-08170-0.
- Nothing Personal. The Vietnam War in Princeton 1965–1975. Booksurge Publishing, s. l. 2009, ISBN 978-1-4392-3970-4 (Review bei Princeton Alumni, 2009).